# Fehérbajszú bülbül
A fehérbajszú bülbül (Criniger ndussumensis) a madarak (Aves) osztályának verébalakúak (Passeriformes) rendjébe, ezen belül a bülbülfélék (Pycnonotidae) családjába tartozó faj.

## Rendszerezése
A fajt Anton Reichenow német ornitológus írta le 1904-ben, Criniger verreauxi ndussumensis néven.

## Előfordulása
Afrika középső részén, Egyenlítői-Guinea, Gabon, Kamerun, a Kongói Demokratikus Köztársaság, a Kongói Köztársaság, a Közép-afrikai Köztársaság és Nigéria területén honos. 
Természetes élőhelyei a szubtrópusi vagy trópusi síkvidéki esőerdők és mocsári erdők. Állandó, nem vonuló faj.

## Megjelenése
Testhossza 18 centiméter.

## Életmódja
Főleg rovarokkal táplálkozik, de gyümölcsöket is fogyaszt.

## Természetvédelmi helyzete
Az elterjedési területe nagy, egyedszáma pedig stabil. A Természetvédelmi Világszövetség Vörös listáján nem fenyegetett fajként szerepel.